# Цзігуань (гора)
Цзігуань (кит.: 鸡冠山, піньінь: Jīguān shān) — гора в китайській провінції Сичуань. Як національний парк входить до резерватів великої панди, які занесені до Світової спадщини ЮНЕСКО. Назва перекладається «Півнячий гребінь».

## Опис
Загальна площа становить 108 км². Прилягає до масивної гори Сигунян. Розташовано на західній межі рівнини Ченду, на півдні межує з округом Даї, на півночі з Нгава-Тибетсько-Цянською автономною префектурою провінції Сичуань. Загалом має 8 піків та 30 водоспадів. На території є термальні джерела на кшталт спа.
Температура на висоті близько 3000 м становить 8,33 °C, літня становить 25 °C (особливо нижче 2000 м). Ліс охоплює близько 95 % усієї площі гори та прилеглої до неї території, які представлені хвойними, листяними і змішаними лісами, а також альпійськими луками (на висоті 3000—3300 м над рівнем моря). Під охороною перебувають рідкісні рослини, насамперед Davidia involucrata, гінкго, червоне дерево.
На території мешкають великі панди, малі панди, антилопи, золотисті кирпоносі мавпи та інші рінопітеки, Розводяться тут антилопи. Більшість з них зустрічаються у межах 2000—3000 м над рівнем моря.

## Історія
У 1986 році рішення Державної ради КНР створено національний парк. Згодом на території парку утворено резерват «Аньцзихе», де займаються розведенням великих панд, має неофіційну назву «Рідне місце панд». 2006 року в поєднані з національним парком Цзюлунгоу увійшов до переліку Всесвітньої спадщини у Китаї.